# Начо Герерос
Начо Герерос е испански актьор, известен на българските зрители от испанската комедийна поредица „Новите съседи“

## Биография и творчество
Начо Герерос е роден на 5 декември 1970 г. Една от най-известните му роли е на Коке Калатрава в хита „Новите съседи“. Участвал е в театъра и в късометражни сериали. Преди да стане актьор е работил на различни места: за хора с увреждания, както и сервитьор.
На сцената най-видната му роля е в пиесата на Мартин Шърман Бент. За тази работа през 2005 г. е номиниран за най-добър актьор на Съюза на артистите. Има връзка с партньорката си в „Новите съседи“ – Кристина Медина.
| Година      | Сериал                | Епизоди     |
| ----------- | --------------------- | ----------- |
| 1998        | „В единадесет у дома“ | 1 епизод    |
| 2000        | „Здравей, Дина“       | 2 епизода   |
| 2001        | „Тайната“             | 2 епизода   |
| 2003        | „Централна болница“   | 1 епизод    |
| 2006        | „Щурите съседи“       | 13 епизода  |
| 2010        | „Яростен“             | 2 епизода   |
| 2007 –      | „Новите съседи“       | 125 епизода |
| 2014 – 2015 | „Нов момент“          | Сътрудник   |